# 钱嗣杰
钱嗣杰（1928年—2022年12月30日），男，山东平阴人，中国新闻摄影家。中国摄影家协会突出贡献摄影家。曾任中国老摄影家协会理事、中国新闻摄影学会荣誉顾问。